# Finland op de Olympische Zomerspelen 1936
Finland nam deel aan de Olympische Zomerspelen 1936 in Berlijn, Duitsland. In vergelijking met eerdere edities was de medailleoogst dit keer beperkt. Desondanks werden nog 19 medailles gewonnen, goed voor de vijfde plaats in het medailleklassement.

## Medailleoverzicht
| Sport     | Olympiër | Onderdeel                | Medaille |
| --------- | --- | ------------------------ | -------- |
| Atletiek  | Gunnar Höckert | 5000m (m)                | Goud     |
| Atletiek  | Ilmari Salminen | 10000m (m)               | Goud     |
| Atletiek  | Volmari Iso-Hollo | 3000m steeplechase (m)   | Goud     |
| Boksen    | Sten Suvio | -66,6kg (m)              | Goud     |
| Turnen    | Aleksanteri Saarvala | rekstok (m)              | Goud     |
| Worstelen | Kustaa Pihlajamäki | -61kg vrije stijl (m)    | Goud     |
| Worstelen | Lauri Koskela | -66kg Grieks-Romeins (m) | Goud     |
| Atletiek  | Lauri Lehtinen | 5000m (m)                | Zilver   |
| Atletiek  | Arvo Askola | 10000m (m)               | Zilver   |
| Atletiek  | Kaarlo Tuominen | 3000m steeplechase (m)   | Zilver   |
| Atletiek  | Sulo Bärlund | kogelstoten (m)          | Zilver   |
| Atletiek  | Yrjö Nikkanen | speerwerpen (m)          | Zilver   |
| Worstelen | Aarne Reini | -61kg Grieks-Romeins (m) | Zilver   |
| Atletiek  | Volmari Iso-Hollo | 10000m (m)               | Brons    |
| Atletiek  | Kalervo Toivonen | 10000m (m)               | Brons    |
| Turnen    | Martti Uosikkinen Heikki Savolainen Mauri Noroma Aleksanteri Saarvala Esa Seeste Ilmari Pakarinen Einari Teräsvirta Eino Tukiainen | meerkamp team (m)        | Brons    |
| Worstelen | Hermanni Pihlajamäki | -66kg vrije stijl (m)    | Brons    |
| Worstelen | Hjalmar Nyström | +87kg vrije stijl (m)    | Brons    |
| Worstelen | Eino Virtanen | -72kg Grieks-Romeins (m) | Brons    |

## Deelnemers en resultaten

### Atletiek
| Olympiër                                                 | Onderdeel                | Resultaat    | Prestatie                                             |
| -------------------------------------------------------- | ------------------------ | ------------ | ----------------------------------------------------- |
| Toivo Ahjopalo                                           | 100m (m)                 | series       | serie 9: 4de                                          |
| Toivo Sariola                                            | 100m (m)                 | series       | serie 6: 4de                                          |
| Palle Virtanen                                           | 100m (m)                 | series       | serie 4: 3de in 10,9                                  |
| Börje Strandvall                                         | 200m (m)                 | kwartfinale  | serie 6: 3de in 22,6 kwartfinale 4: 5de               |
| Aki Tammisto                                             | 200m (m)                 | series       | serie 8: 2de in 22,2 kwartfinale 3: 4de in 22,0       |
| Börje Strandvall                                         | 400m (m)                 | 20e          | serie 6: 3de in 49,3 kwartfinale 2: 6de in 49,9       |
| Niilo Hartikka                                           | 1500m (m)                | 17e          | serie 4: 5de in 3.59,0                                |
| Martti Matilainen                                        | 1500m (m)                | DNF          | serie 2: niet gefinisht                               |
| Ossi Teileri                                             | 1500m (m)                | 13e          | serie 1: 4de in 3.55,6                                |
| Gunnar Höckert                                           | 5000m (m)                | Goud         | serie 2: 1ste in 15.10,2 finale: 1ste in 14.22,2 (OR) |
| Lauri Lehtinen                                           | 5000m (m)                | Zilver       | serie 3: 4de in 15.00,0 finale: 2de in 14.25,8        |
| Ilmari Salminen                                          | 5000m (m)                | 6e           | serie 1: 4de in 15.06,6 finale: 6de in 14.39,8        |
| Arvo Askola                                              | 10000m (m)               | Zilver       | 30.15,6                                               |
| Volmari Iso-Hollo                                        | 10000m (m)               | Brons        | 30.20,2                                               |
| Ilmari Salminen                                          | 10000m (m)               | Goud         | 30.15,4                                               |
| Volmari Iso-Hollo                                        | 3000m steeplechase (m)   | Goud         | serie 2: 1ste in 9.34,0 finale: 1ste in 9.03,8 (WR)   |
| Martti Matilainen                                        | 3000m steeplechase (m)   | 4e           | serie 1: 2de in 9.28,4 finale: 4de in 9.09,0          |
| Kaarlo Tuominen                                          | 3000m steeplechase (m)   | Zilver       | serie 3: 1ste in 9.40,4 finale: 2de in 9.06,8         |
| Toivo Ahjopalo Toivo Sariola Palle Virtanen Aki Tammisto | 4x100m (m)               | 9e           | serie 1: 4de in 42,0                                  |
| Väinö Muinonen                                           | marathon (m)             | 5e           | 2:33.46,0                                             |
| Erkki Tamila                                             | marathon (m)             | 4e           | 2:32.45,0                                             |
| Mauno Tarkiainen                                         | marathon (m)             | 9e           | 2:39.33,0                                             |
| Onni Rajasaari                                           | verspringen (m)          | kwalificatie |                                                       |
| Martti Tolamo                                            | verspringen (m)          | kwalificatie |                                                       |
| Onni Rajasaari                                           | hink-stap-springen (m)   | 13e          | finale: 13de met 14,59m                               |
| Olavi Suomela                                            | hink-stap-springen (m)   | 9e           | finale: 9de met 14,72m                                |
| Lauri Kalima                                             | hoogspringen (m)         | 6e           | kwalificatie: 1ste met 1,85m finale: 6de met 1,94m    |
| Kalevi Kotkas                                            | hoogspringen (m)         | 4e           | kwalificatie: 1ste met 1,85m finale: 4de met 2,00m    |
| Veikko Peräsalo                                          | hoogspringen (m)         | 12e          | kwalificatie: 1ste met 1,85m finale: 12de met 1,85m   |
| Aulis Reinikka                                           | polsstokhoogspringen (m) | 26e          | kwalificatie: 26ste met 3,70m                         |
| Sulo Bärlund                                             | kogelstoten (m)          | Zilver       | finale: 2de met 16,12m                                |
| Risto Kuntsi                                             | kogelstoten (m)          | 13e          | finale: 13de met 14,61m                               |
| Kalevi Kotkas                                            | discuswerpen (m)         | kwalificatie |                                                       |
| Matti Järvinen                                           | speerwerpen (m)          | 5e           | kwalificatie: 3de met 66,0m finale: 5de met 69,18m    |
| Yrjo Nikkanen                                            | speerwerpen (m)          | Zilver       | kwalificatie: 2de met 67,0m finale: 2de met 70,77m    |
| Kalervo Toivonen                                         | speerwerpen (m)          | Brons        | kwalificatie: 5de met 64,9m finale: 3de met 70,72m    |
| Sulo Heino                                               | kogelslingeren (m)       | 10e          | finale: 10de met 49,93m                               |
| Gustaf Alfons Koutonen                                   | kogelslingeren (m)       | 4e           | finale: 4de met 51,90m                                |
| Ville Pörhölä                                            | kogelslingeren (m)       | 11e          | finale: 11de met 49,89m                               |
| Akilles Järvinen                                         | tienkamp (m)             | DNF          | niet gefinisht                                        |
| Aulis Reinikka                                           | tienkamp (m)             | 11e          | 6342 punten                                           |
| Martti Tolamo                                            | tienkamp (m)             | DNF          | niet gefinisht                                        |
|                                                          |                          |              |                                                       |
| Rauni Essman                                             | 100m (v)                 | halve finale | serie 3: 2de in 12,8 halve finale 1: 6de              |
| Ebba From                                                | 100m (v)                 | series       | serie 4: 5de                                          |
| Raili Halttu                                             | 100m (v)                 | series       | serie 1: 5de                                          |
| Irja Lipasti Ebba From Raili Halttu Rauni Essman         | 4x100m (v)               | 7e           | serie 2: 4de in 49,5                                  |
| Irja Lipasti                                             | hoogspringen (v)         | 17e          | 1,30m                                                 |
| Irja Lipasti                                             | speerwerpen (v)          | 10e          | 33,69m                                                |

### Boksen
| Olympiër         | Onderdeel   | Resultaat | Prestatie |
| ---------------- | ----------- | --------- | --- |
| Erkki Savolainen | -50,6kg (m) | 17e       | 1ste ronde: V van JPN Nakano |
| Erkki Savolainen | -53,5kg (m) | 17e       | 1ste ronde: V van RSA Hannan |
| Åke Karlsson     | -57,2kg (m) | 9e        | 1ste ronde: W van NZL Gordon 2de ronde: V van ARG Casanovas                                                                               |
| Sten Suvio       | -66,7kg (m) | Goud      | 1ste ronde: W van JPN Ri 2de ronde: W van AUS Cook kwartfinale: W van HUN Mandi halve finale: W van DEN Pedersen finale: W van GER Murach |
| Bruno Ahlberg    | -72,6kg (m) | 9e        | 1ste ronde: vrij 2de ronde: V van USA Clark                                                                                               |
| Hannes Koivunen  | -79,4kg (m) | 5e        | 1ste ronde: vrij 2de ronde: W van CAN Shanks kwartfinale: V van GER Vogt                                                                  |

### Kanovaren
| Olympiër         | Onderdeel                | Resultaat | Prestatie                                    |
| ---------------- | ------------------------ | --------- | -------------------------------------------- |
| Birger Johansson | K-1 1000m (m)            | 7e        | serie 2: 4de in 4.47,0 finale: 7de in 4.42,4 |
| Evert Johansson  | K-1 10000m (m)           | 5e        | 47.35,5                                      |
| Frans Nordberg   | K-1 10000m vouwkajak (m) | 7e        | 52.45,8                                      |

### Moderne vijfkamp
| Olympiër       | Onderdeel | Resultaat | Prestatie    |
| -------------- | --------- | --------- | ------------ |
| Lauri Kettunen | mannen    | 14e       | 92 punten    |
| Aaro Kiviperä  | mannen    | 20e       | 108 punten   |
| Ukko Hietala   | mannen    | 23e       | 110,5 punten |

### Paardensport
| Olympiër       | Onderdeel   | Resultaat | Prestatie          |
| Eventing       | Eventing    | Eventing  | Eventing           |
| -------------- | ----------- | --------- | ------------------ |
| Werner Walldén | individueel | 44e       | 171,70 strafpunten |

### Schietsport
| Olympiër          | Onderdeel               | Resultaat | Prestatie                       |
| ----------------- | ----------------------- | --------- | ------------------------------- |
| Olavi Elo         | 50m geweer liggend (m)  | 15e       | 293 punten                      |
| Bruno Frietsch    | 50m geweer liggend (m)  | 8e        | 295 punten                      |
| Viljo Leskinen    | 50m geweer liggend (m)  | 15e       | 293 punten                      |
| Aatto Nuora       | 50m pistool (m)         | 8e        | 532 punten: (86-89-90-86-92-89) |
| Jaakko Rintanen   | 50m pistool (m)         | 15e       | 520 punten: (89-85-83-88-89-86) |
| Tapio Wartiovaara | 50m pistool (m)         | 5e        | 537 punten: (95-86-86-88-93-89) |
| Sulo Cederström   | 25m snelvuurpistool (m) | 26e       | 21 punten                       |
| Ville Elo         | 25m snelvuurpistool (m) | 21e       | 23 punten                       |
| Jaakko Rintanen   | 25m snelvuurpistool (m) | 13e       | 28 punten                       |

### Schoonspringen
| Olympiër           | Onderdeel     | Resultaat | Prestatie      |
| ------------------ | ------------- | --------- | -------------- |
| Ilmari Niemeläinen | 3m plank (m)  | 13e       | 116,80 punten7 |
| Ilmari Niemeläinen | 10m toren (m) | 14e       | 87,60 punten   |

### Turnen
| Olympiër | Onderdeel                | Resultaat | Prestatie      |
| --- | ------------------------ | --------- | -------------- |
| Aleksanteri Saarvala | rekstok (m)              | Goud      | 19,367 punten  |
| Mauri Nyberg-Noroma | meerkamp individueel (m) | 16e       | 106,801 punten |
| Ilmari Pakarinen | meerkamp individueel (m) | 28e       | 103,032 punten |
| Aleksanteri Saarvala | meerkamp individueel (m) | 19e       | 105,235 punten |
| Heikki Savolainen | meerkamp individueel (m) | 9e        | 108,766 punten |
| Esa Seeste | meerkamp individueel (m) | 24e       | 103,934 punten |
| Einari Teräsvirta | meerkamp individueel (m) | 29e       | 102,866 punten |
| Eino Tukiainen | meerkamp individueel (m) | 33e       | 102,034 punten |
| Martti Uosikkinen | meerkamp individueel (m) | 5e        | 110,700 punten |
| Mauri Nyberg-Noroma Ilmari Pakarinen Aleksanteri Saarvala Heikki Savolainen] Esa Seeste Einari Teräsvirta Eino Tukiainen Martti Uosikkinen | meerkamp team (m)        | Brons     | 638,468 punten |

### Voetbal
| Olympiër | Onderdeel | Resultaat | Prestatie                   |
| --- | --------- | --------- | --------------------------- |
| Ernst Grönlund Erkki Gustafsson William Kanerva Frans Karjagin Eino Lahti Pentti Larvo Aatos Lehtonen Jarl Malmgren Arvo Närvänen Paavo Salminen Kurt Weckström Viljo Halme Ragnar Lindbäck Tauno Paakkanen Armas Pyy FYrjö Sotiola | mannen    | 9e        | 1ste ronde: V van Peru: 3-7 |

### Wielersport
| Olympiër       | Onderdeel        | Resultaat | Prestatie      |
| Baan           | Baan             | Baan      | Baan           |
| -------------- | ---------------- | --------- | -------------- |
| Thor Porko     | tijdrit (m)      | 18e       | 1.18,2         |
| Weg            |                  |           |                |
| Thor Porko     | wegwedstrijd (m) | 16e       | 2:33.08,0      |
| Tauno Lindgren | wegwedstrijd (m) | DNF       | niet gefinisht |

### Worstelen
| Olympiër             | Onderdeel   | Resultaat   | Prestatie |
| Vrije stijl          | Vrije stijl | Vrije stijl | Vrije stijl |
| -------------------- | ----------- | ----------- | --- |
| Aatos Jaskari        | -56kg (m)   | 5e          | 1ste ronde: V van SWE Tuvesson 2de ronde: W van PHI Jurado 3de ronde: W van ITA Nizzola 4de ronde: V van USA Flood                                                                           |
| Kustaa Pihlajamäki   | -61kg (m)   | Goud        | 1ste ronde: W van BEL Riské 2de ronde: W van SUI Spycher 3de ronde: W van TUR Erkan 4de ronde: W van HUN Toth 5de ronde: W van USA Millard                                                   |
| Hermanni Pihlajamäki | -66kg (m)   | Brons       | 1ste ronde: W van BEL Lalemand 2de ronde: W van GBR Thompson 3de ronde: W van TUR Soganli 4de ronde: V van HUN Karpati 5de ronde: W van FRA Delporte 6de ronde: V van GER Ehrl               |
| Jaakko Pietilä       | -72kg (m)   | 11e         | 1ste ronde: W van HUN Sovari 2de ronde: V van SUI Angst 3de ronde: V van GER Paar |
| Kyösti Luukko        | -79kg (m)   | 6e          | 1ste ronde: W van BEL Van Hoorebeke 2de ronde: V van FRA Poilvé 3de ronde: W van Tsjecho-Slowakije Sysel 4de ronde: V van USA Voliva                                                         |
| Matti Lahti          | -87kg (m)   | 10e         | 1ste ronde: V van HUN Virág-Ébner 2de ronde: V van SWE Fridell |
| Hjalmar Nyström      | +87kg (m)   | Brons       | 1ste ronde: W van CAN Chiga 2de ronde: V van SWE Akerlindh 3de ronde: vrij 4de ronde: W van FRA Herland 5de ronde: V van EST Palusalu                                                        |
| Grieks-Romeins       |             |             | |
| Väinö Perttunen      | -56kg (m)   | 4e          | 1ste ronde: W van TUR Erkmen 2de ronde: V van GER Brendel 3de ronde: W van Tsjecho-Slowakije Hyza 4de ronde: W van DEN Voigt 5de ronde: W van ROU Tojar                                      |
| Aarne Reini          | -61kg (m)   | Zilver      | 1ste ronde: W van AUT Fincsus 2de ronde: W van FRA Kracher 3de ronde: V van GER Hering 4de ronde: W van ROU Horvath 5de ronde: vrij 6de ronde: W van TUR Erkan 7de ronde: W van SWE Karlsson |
| Lauri Koskela        | -66kg (m)   | Goud        | 1ste ronde: W van GER Nettesheim 2de ronde: W van BEL Osselaer 3de ronde: W van ROU Borlovan 4de ronde: vrij 5de ronde: W van Tsjecho-Slowakije Herda 6de ronde: W van EST Väli              |
| Eino Virtanen        | -72kg (m)   | Brons       | 1ste ronde: W van HUN Vincze 2de ronde: vrij 3de ronde: W van ITA Tzzi 4de ronde: W van TUR Baytorun 5de ronde: V van SWE Svedberg 6de ronde: V van GER Schäfer                              |
| Väinö Kokkinen       | -79kg (m)   | 4e          | 1ste ronde: W van EST Mägi 2de ronde: W van DEN Frederiksen 3de ronde: V van ITA Gallegati 4de ronde: W van ROU Cocos 5de ronde: V van SWE Johansson                                         |
| Edvard Westerlund    | -87kg (m)   | 9e          | 1ste ronde: V van SWE Cadier 2de ronde: W van FRA Houdry 3de ronde: V van NOR Knudsen |
| Hjalmar Nyström      | +87kg (m)   | 5e          | 1ste ronde: W van DEN Larsen 2de ronde: W van ITA Donati 3de ronde: V van TUR Coban 4de ronde: V van SWE Nyman                                                                               |

### Zeilen
| Olympiër                                                                                          | Onderdeel | Resultaat | Prestatie                        |
| ------------------------------------------------------------------------------------------------- | --------- | --------- | -------------------------------- |
| Rene Israel Nyman                                                                                 | O-Jolle   | 11e       | 93 punten: (9-DNF-14-5-11-11-13) |
| Curt Mattson Yngve Pacius Ragnar Stenbaeck Helger Rafael Sumelius Lars Winqvist                   | 6 meter   | 7e        | 43 punten: (4-6-3-7-DSQ-7-8)     |
| Gunnar Grönblom Hilding Silander Gustaf Oscar Sumelius Olof Wallin Sven Grönblom Walter Kjellberg | 8 meter   | 5e        | 37 punten: (5-6-3-7-4-7-DSQ-4)   |

### Zwemmen
| Olympiër         | Onderdeel           | Resultaat | Prestatie                                            |
| ---------------- | ------------------- | --------- | ---------------------------------------------------- |
| Heikki Hietanen  | 100m vrije slag (m) | 11e       | serie 7: 3de in 1.01,0 halve finale 1: 5de in 1.00,5 |
| Heikki Hietanen  | 400m vrije slag (m) | 17e       | serie 4: 3de in 5.08,9                               |
|                  |                     |           |                                                      |
| Anja Lappalainen | 200m schoolslag (v) | 14e       | serie 2: 4de in 3.19,1                               |

Afghanistan · Argentinië · Australië · België · Bermuda · Bolivia · Brazilië · Brits-Indië · Bulgarije · Canada · Chili · Colombia · Costa Rica · Denemarken · Duitsland · Egypte · Estland · Filipijnen · Finland · Frankrijk · Griekenland · Groot-Brittannië · Hongarije · IJsland · Italië · Japan · Joegoslavië · Letland · Liechtenstein · Luxemburg · Malta · Mexico · Monaco · Nederland · Nieuw-Zeeland · Noorwegen · Oostenrijk · Peru · Polen · Portugal · Republiek China · Roemenië · Tsjecho-Slowakije · Turkije · Uruguay · Verenigde Staten · Zuid-Afrika · Zweden · Zwitserland